# 포스트모던 여성주의
포스트모던 여성주의(Postmodern feminism) 또는 포스트모던페미니즘은 포스트모더니즘 및 포스트구조주의와 여성주의 이론을 결합시킨 것이다. 자유주의적 여성주의가 제1세대 여성주의, 급진적 여성주의가 제2세대 여성주의라면 포스트모던 여성주의는 제3세대 여성주의에 해당한다.
주요 이론가로는 주디스 버틀러, 메리 조 프루그, 케이트 본스타인 등이 있으며, 버틀러의 1990년 저서 《젠더 트러블》이 포스트모던 여성주의 및 제3세대 여성주의의 시작이었다고 보는 것이 통설이다. 주요 담론으로는 성별 이분법에 대한 저항, "N개의 성", 옷장담론, 여성성/남성성의 비실재성, 성소수자 특히 트랜스젠더에 대한 친화성 등이 있다.
2세대 여성주의자들을 중심으로 한 반대 진영에서는 포스트모던 여성주의는 성별의 차이에서 발생하는 여성주의 정치의 기본을 부정하며, 이에 따라 강단의 이론이 아닌 실재적 해결책을 찾아내지 못한다고 비판한다.

## 같이 보기
- 여성적 글쓰기
- 낸시 프레이저
- 구조주의
- 제3세대 여성주의